# Zabeau Bellanton
 (décembre 2020).
Zabeau Bellanton, née 1751, morte après 1782, est une femme d'affaires esclavagiste de Saint-Domingue. Elle est membre de Gens de couleur libres de Saint-Domingue.